# 拉克纳
拉克纳（Lakhna），是印度北方邦Etawah县的一个城镇。总人口10452（2001年）。

## 人口
该地2001年总人口10452人，其中男性5480人，女性4972人；0—6岁人口1557人，其中男827人，女730人；识字率68.56%，其中男性为73.05%，女性为63.62%。